# Пластична амбалажа у прехрамбеној индустрији
Под пластичном амбалажом подразумева се амбалажа израђена само од синтетичких полимерних материјала, најчешће пластомера, односно термопласта.

### Пластомери
Пластомери су полимерни материјали са линеарним и разгранатим макромолекулима. Они се састоје од једног хомогеног полимера (хомополимера) или од полимера који у структури има две или више брста понављајућих јединица (кополимера) и додатка који побољшавају физичке и хемијске карактеристике полимерног материјала.
Под појмом полимерни материјали подразумева се полимер коме су додата једињења мале молекулске масе у циљу побољшабања квалитета и лакше прераде.
Израз пластична маса (пластика) је комерцијални назив за пластомере као конструкционе материјале и за израду филмова.
У пракси се користи класификација полимерних материјала према њиховом понашању на повишеним температурама на:

### Пластомере
Пластомере (термопласте), који под дејством топлоте омекшавају и постају пластични. Они имају такву молекулску структуру која може под спољашњим утицајима да претрпи перманентну деформацију, а да се при томе њена хемијска и физичко-хемијска структура не промени знатно.
Због овог својства лако се прерађују и након хлађења задржавају облик који је формиран у пластичном стању. Прелазак из чврстог у пластично стање могуће је током прераде поновити неограничен број пута.

### Дуромере
Дуромере (термореактивне полимере), који деловањем топлоте мењају хемијску структуру,односно постају чврсти. Они при обликовању загревањем очврсну и не могу поново да омекшају,и

### Еластомере
Еластомере пластичне материје које имају велику еластичност.

## Врсте и карактеристике пластомера за израду амбалаже
Пластичне масе имају значајну примену у производњи различите амбалаже захваљујући низу позитивних својстава као што су: мала маса, провидност, постојаност према појединим компонентама хране (масти, киселине итд.), задовољавајућа отпорност на удар, лака прерада, могућност примене у широком температурном интервалу (од -60° до 200 °), селективна пропустљивост гасова и пара, глатка површина, погодност за штампање итд.
Од пластомера за израдњу амбалаже најчешће се користе:
- Полиетилен (PE)
- Полипропилен (PP)
- Поли (бинил-хлорид) (PVC)
- Поли (бинилиден-хлорид) (PVDC)
- Поли (етилен-терефталат) (PET)
- Полистирен (PS)
- Полиамиди (PA), и др.

Поред наведених пластомера, за израду амбалаже користи се: полимери  на бази целулозе, баријерни материјали и др.
Пластомери се користе за производњу филмова, фолија, трака и плоча, савитљиве и чврсте (круте) амбалаже.

### Полиетилен
Полиетилен (PE,(CH₂-CH₂)ₐ) је термопласт из групе олефина који се добија полимеризацијом етилена. Полиетилен је бела, тврда, флексибилна и прозрачна маса.
Полиетилен је мало пропустљив за водену пару, а пропустљив је за гасове и ароматичне материје. Чист полиетилен пропушта ултраљубичасту светлост.
Полиетилен није токсичан. Може се користити у температурном интервалу од -60 до +110 °.Карактеристике полиетилена зависе од његове структуре и додатака током производње. Тако се разликују више типова полиетилена зависно од структуре и просечне специфичне масе (густине), од којих се за израду амбалаже користе: полиетилен ниске густине (PELD), линеарни полиетилен ниске густине (PELLD) и полиетилех високе густине (PEHD).
Као амбалажни материјал се у облику филмова и фолија различите дебљине и као мономатеријал за добијање вишеслојних фолија. Због инертности у односу на садржај амбалаже, код вишеслојних материјала поставља се на унутрашњу страну. Поседује добре особине термоварења. Користи се и као термоскупљајући филм, за производњу боца, посуда, врећица, и друге амбалаже.

### Полипропилен
Полипропилен (PP) је пластична маса која се добија полимеризацијом пропилена. По хемијској структури и својствима слична је полиетилену. Структура му обезбеђује изврсна механичка својства и белику термичку отпорност. Постојан је до температуре од 150 °. Омекшава на 170 °. Спада у најлакше пластичне масе. Постојаност на ниске температуре побољшава се додатком мале количине синтетичког каучука. Оплемењен подноси температуру и до -60 °. Тешко се заварује. Полипропилен има малу пропустљивост за гасове и водену пару. У танким филмовима је прозрачан.
Полипропилен је отпоран на дејство повишених температура па се амбалажа израђена од пропилена (посудице за паштете) може стерилизовати.
Примењује се за израду филмова, посуда танких зидова и посуда за паковање хране која се може загревати у микроталасној пећи.

### Поливинилденхлорид
Поливинилдехлорид (PVDC (CH₂=CCl₂)ₐ) је производ материја која се одликује највећом непропустљивошћу за воду и гасове, хемијском отпорношћу, великом чврстином и гипкошћу на ниским температурама.
Добра особина ове пластичне масе је контракција под дејством топлоте (смањује се површина за 30%), што пружа могућност да потпуно прионе уз материјал који се пакује.
Сухомеснати производи, сир итд., пакују се у врећице ове пластичне масе из којих се издваја ваздух. Ако се тако запаковани производи зароне у воду загрејану на 95 °C, накн вађења из воде смањују се површина вреће за 30%, тако да потпуно прионе за производ.

### Полистини
Полистини (PS) се добија полимеризацијом стирола. Полистирен има добра механичка својства. Отпоран на влагу, ограничено је на повишене температуре (омекшавана 85 °C), врло је крут и даје металан звук при лаком удару. То је безбојан и транспарентан материјал. Кртост полистирена се умањује кополимеризацијом са бутадименом или акрилонитрилом.
Ако се полистирен импрегнише лакоиспаривим течностима добија се пенасти(експандирани) полистирен (PS-E). Користи се за производњу кутија,посуда и подлошки за паковање различитих прехрамбених производа.

### Полиамиди
Полиамиди (PA) су термопластичне материје које се добијају реакцијом алифатичних диамина и дикарбонатских киселина.
Познати представници ових пластичних маса долазе у промет под називом: најлон и перлон.
Полиамиди се користе каотекстилна влакна, као амбалажни материјал, као и за састав вишеслпјних баријерних материјала.

### Полиестри
Полиестри су хетероланчани макромолекули које карактерише естарска веза у главном ланцу. За израду амбалажних материјала и амбалаже користе се пластомери (засићени, ароматски) полиестри, чији су претсавници политерефталати и поликарбонати.
- Од политерефталата најважније је полиетилен-терефталат (PET) који се прерађује екструзијом, бризгањем и дувањем и другом техником. Због добрих карактеристика због њега се производе текстилна влакна и филмови. За израду вишеслојних матерјала користе се растегнути филмови PET, малих дебљина, са добрим баријерним карактеристикама и брло малим пропуштањем гасова.
- Поликарбонатни (PC) су полиестри угљене киселине и неког ароматичног бисфенола, најчешће диана. Фолије ових пласичних маса су транспарентне са слабим жутомрким обојењем. Механичка својства обих пластичних маса се не мењају под утицајем високих температура. Користе се за израду боца, кутија за сиреве, туба и др. амбалажа.

### Еластомери
Еластомери су макромолекуларна једињења која се одликују великом еластичношћу. У еластомере се убрајају: природни, синтетички и силиконски каучук.

### Синтетички каучук
Синтетички каучук настаје полимеризацијом изопена. Користи се као премаз за судове намењене складиштењу и цеви за транспорт течних прехрамбених производа (вино, пиво).

### Скупљајуће фолије
Сакупљајуће фолије се деле на термоскупљајуће и растегљиве. Термоскупљајуће фоије се скупљају под дејством топлоте, док код растегљивих фолија до скупљања долази механичким путем (истезањем и враћањем у првобитно стање).